# Cantone di Saint-Chinian
Il Cantone di Saint-Chinian era una divisione amministrativa dell'arrondissement di Béziers.
A seguito della riforma approvata con decreto del 26 febbraio 2014, che ha avuto attuazione dopo le elezioni dipartimentali del 2015, è stato soppresso.

## Composizione
Comprendeva i comuni di:
- Agel
- Aigues-Vives
- Assignan
- Babeau-Bouldoux
- Cazedarnes
- Cébazan
- Cessenon-sur-Orb
- Cruzy
- Montouliers
- Pierrerue
- Prades-sur-Vernazobre
- Saint-Chinian
- Villespassans